# Sistema de liquidación directa
El Sistema de Liquidación Directa es un moderno método de cotización que mejora la gestión liquidatoria y recaudatoria de la Tesorería General de la Seguridad Social en España.
Se regula en el artículo 22 del Real Decreto Legislativo 8/2015, de 30 de octubre, por el que se aprueba el texto refundido de la Ley General de la Seguridad Social y en la Ley 34/2014, de 26 de diciembre de medidas en materia de liquidación e ingreso de cuotas de la Seguridad Social.
Diferente de la plataforma de Sistema RED, el Sistema de Liquidación Directa (SLD) viene más bien a sustituir el modelo de cotización con respecto al anterior denominado RED Internet.
Por tanto, el SLD consiste en un cálculo individualizado de cuotas correspondiente a cada trabajador realizado por la TGSS en función de la información que disponga y de aquella otra que deba ser proporcionada por el sujeto responsable del cumplimiento de la obligación de cotizar.

## Características
- Es un modelo de Facturación: Es la TGSS el que realiza los cálculos y los usuarios deben remitir las bases que deberá coincidir con los cálculos realizados por la TGSS
- Cálculos a nivel de trabajador: A diferencia del anterior modelo que iba a nivel de empresa
- Simplificación del procedimiento de presentación: Al realizar los cálculos la TGSS, los autorizados deberán informar los datos no disponibles (bases, horas, etc).
- Mayor control de la TGSS: La liquidación solo será confirmada cuando las comunicaciones sean semejantes a lo que dispone la TGSS en su base de datos.
- SILTRA[3]: Como software de gestión y comunicación de los ficheros, viene a suplir al programa Winsuite32 del anterior método.
- Información más detallada de afiliación: En todo momento se podrán consultar los cálculos e información de los trabajadores.

## Regímenes adheridos
- Régimen general que engloba el Sistema Especial Agrario, el Sistema Especial de Frutas, Hortalizas e industria de conservas vegetales)
- Régimen de Artistas
- Régimen Especial de los Trabajadores del Mar
- Régimen Especial de la Minería del Carbón
- Régimen Especial de Representantes de Comercio

Se excluyen de la presentación los siguientes sistemas:
- Régimen Especial de Trabajadores por cuenta Propia o Autónomos
- Sistema Especial Taurino
- Sistema Especial de Empleados del Hogar